# Парк імені Івана Франка (Хмельницький)
Парк імені Івана Франка в місті Хмельницькому знаходиться в центральній частині міста і займає територію, обмежену вулицями: Проскурівською, І.Франка та залізничною колією. Це один із найдавніших парків міста, який має славу спортивного та книжкового.
Загальна площа парку 2,12 га. Від середини XIX століття ця місцевість являла болотяну заводь. Розповідають, що саме тут відпочивали міські мешканці: в окремих місцях, розчищених від очерету, можна було купатись. У середині 1920-х років болото висушили та заклали парк, який був створений за культурно-спортивним напрямком. Внаслідок цього на його території були збудовані численні спортивні майданчики.
У післявоєнні роки парк упорядкували: спорудили спортивну базу «Авангард» із спортзалами, тиром, спортшколою, збудували літній кінотеатр на 800 місць, облаштували алею письменників із скульптурами провідних літераторів країни, та відкрили надзвичайно популярний свого часу заклад громадського харчування — дерев'яну споруду блакитного кольору «Голубий Дунай». Любителі нашвидкуруч випити кухоль свіжого пива чи склянку вина збиралися тут, наче у своєрідному клубі. По неділях у парку збирались книголюби.
А молодь, починаючи десь з п'ятдесятих років, коли відкрилась спортивна школа товариства «Авангард», масово пішла на бокс до тренера Євгена Кужельного. Тренувалися в парку також і баскетболісти, і борці, і тенісисти, і штангісти. Так що алеї парку добре пам'ятають наші спортивні знаменитості, які ставали чемпіонами України, СРСР, світу і Олімпійських ігор: В'ячеслава Лупкіна, Оксану Пилипчук, Сергія Полторацького, Ірину Нікіфорову, Тимура Таймазова, Дениса Готфріда… Також у парку діяв шаховий клуб.
«Голубий Дунай» та літній кінотеатр було знесено, алею письменників ліквідовано. Проте в парку працюють інші кафе та бари. Спортивна школа боротьби та боксу продовжує успішно працювати. Крім того, у парку побудовано криту ковзанку. Продовжує працювати і щонедільний книжковий базар. В останні роки парк став привабливішим — тут відкрили дитячі майданчики, упорядкували алеї, встановили пам'ятник Івану Франку.
Щонеділі у парку Франка працює блошиний ринок, на якому сотні хмельничан продають свої речі, які колись були у вжитку.

## Галерея

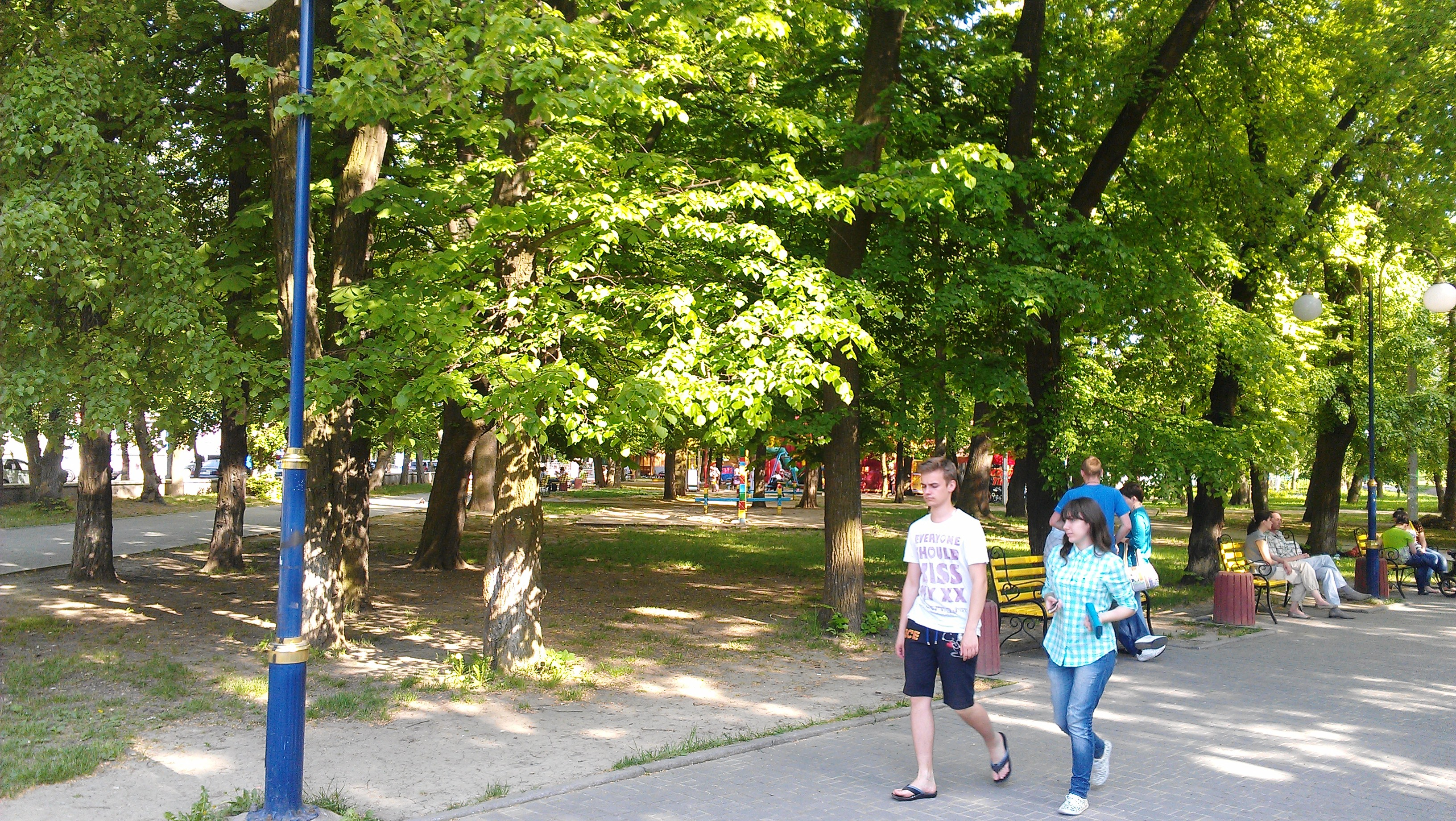
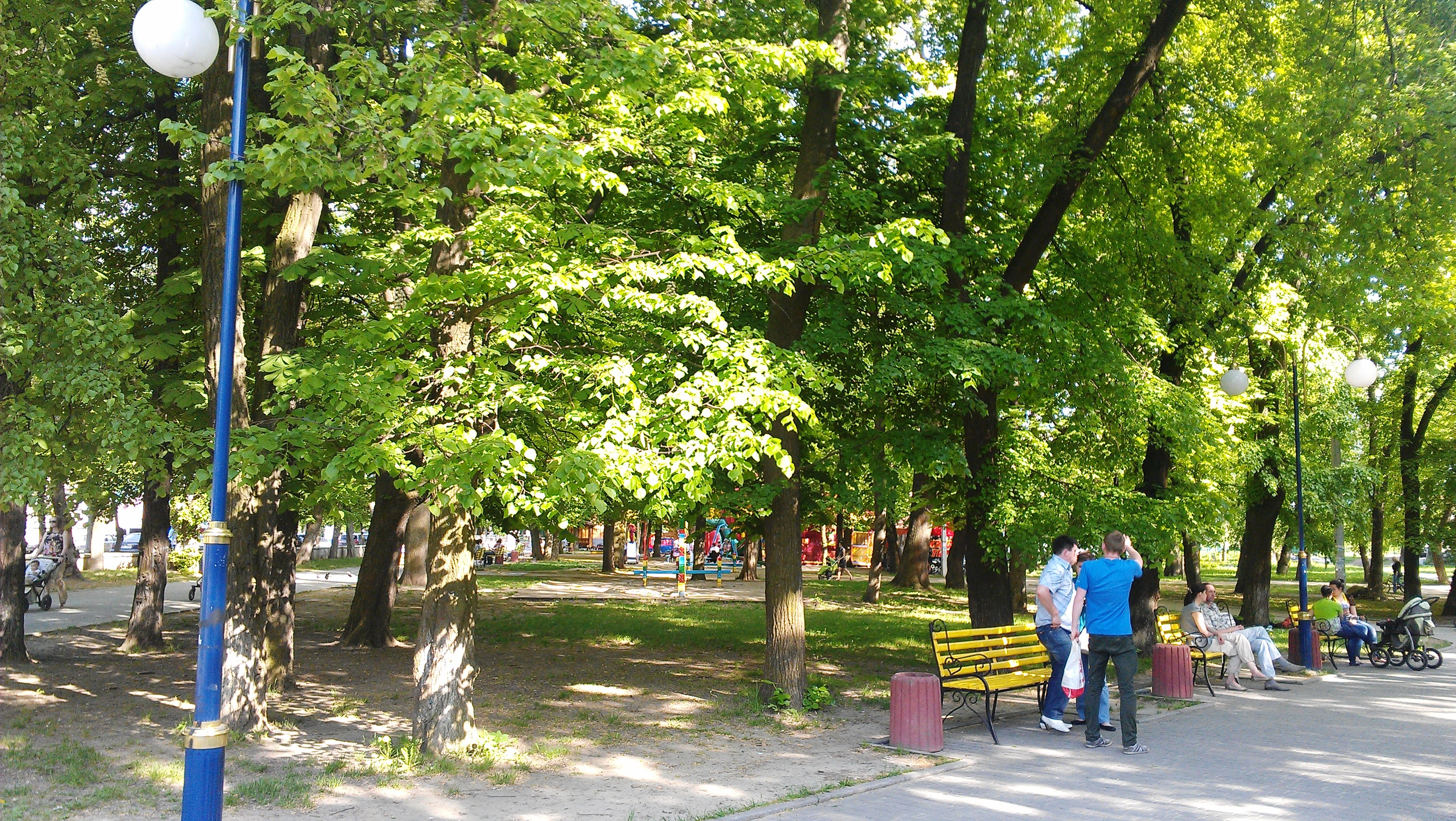
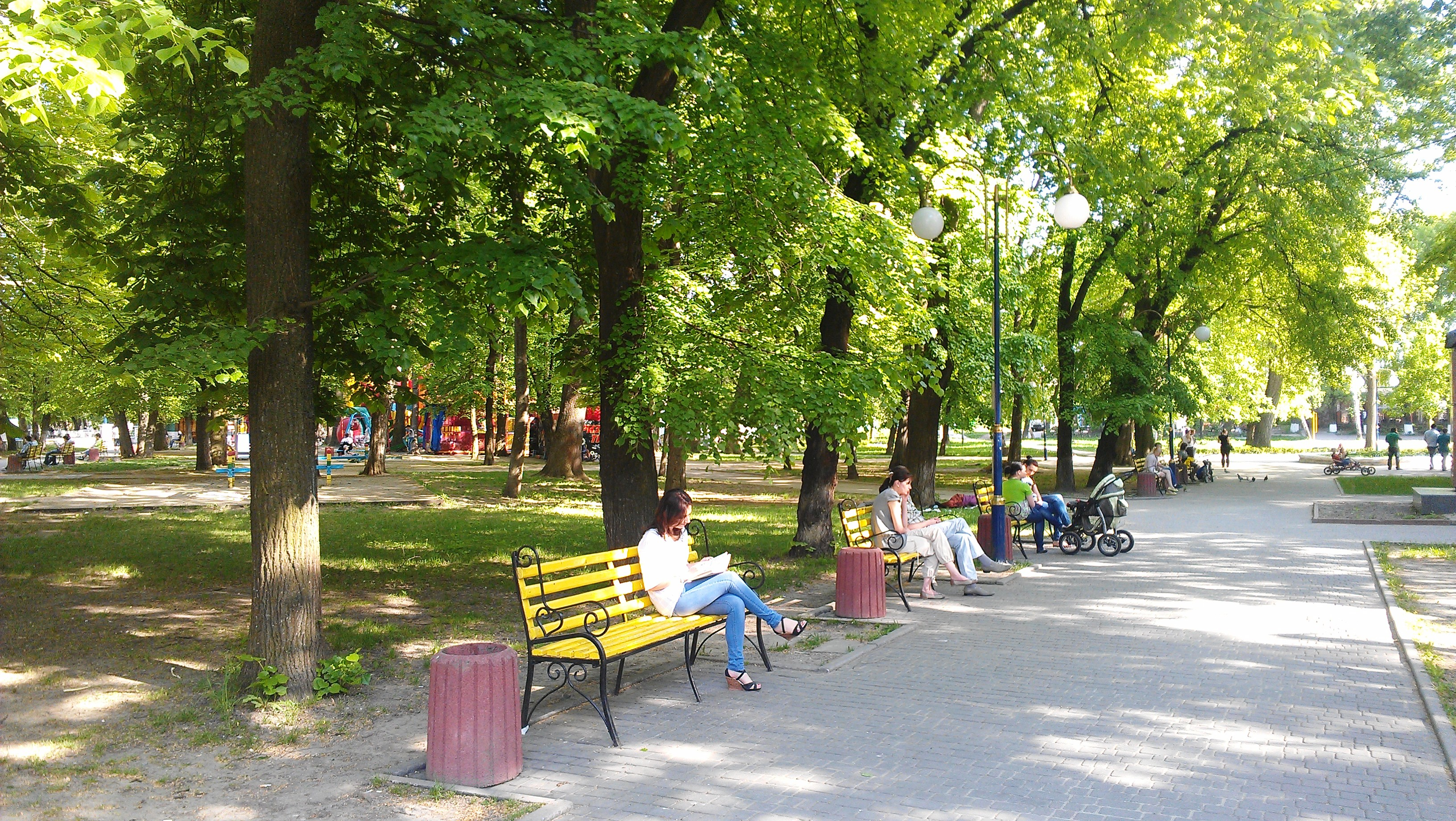